# EURONEAR
EURONEAR, acronim al European Near Earth Asteroids Research, este un program de cercetări al cărui obiect este dezvoltarea unei rețele dedicate descoperirii și urmăririi de obiecte care intersectează orbita Pământului, inclusiv acele obiecte care sunt clasate potențial periculoase. Acest program exploatează telescoape situate pe cele două emisfere accesate de membrii rețelei.

## Instituții
Printre instituțiile care colaborează la proiect, se pot cita:
- Institutul de Mecanică Cerească și Calculul Efemeridelor (IMCCE), Paris, Franța (mai 2006)
- Observatorul European Austral (ESO), Chile (septembrie 2006)
- Universidad Católica del Norte Instituto de Astronomía, Chile (martie 2007)
- Isaac Newton Group of Telescopes (ING), La Palma, Spania (ianuarie 2008)
- Instituto de Astrofísica de Canarias (IAC), Tenerife, Spania (aprilie 2009)

Datele indică epoca în care instituția a început să colaboreze la proiect.

## Câteva obiecte cerești (MBAs sau NEAs) descoperite de programul EURONEAR
| 257005 Arpadpal     | 11 martie 2008 |
| 263516 Alexescu     | 13 martie 2008 |
| 320790 Anestin      | 12 martie 2008 |
| 330634 Boico        | 11 martie 2008 |
| 346261 Alexandrescu | 12 martie 2008 |

| 358894 Demetrescu      | 12 martie 2008 |
| 365761 Popovici        | 13 martie 2008 |
| 369088 Marcus          | 12 martie 2008 |
| 450931 Coculescu       | 11 martie 2008 |
| 646626 Valentingrigore | 2008           |
| 2014 OL339             | 29 iulie 2014  |